# 가와카쓰 료이치
가와카쓰 료이치(일본어: 川勝 良一, 1958년 4월 5일 ~ )는 일본의 전 축구 선수 및 축구 지도자로 선수 시절 포지션은 미드필더였다.

## 선수 시절

### 클럽
1981년 도시바 입단을 통해 프로에 입문한 후 41경기 5골을 기록하며 그 해 JSL컵 우승을 맛보았고 그 뒤 1983년 요미우리로 이적하여 80경기 4골을 기록하며 일본 사커 리그 3회 우승, 1985년 JSL컵 우승, 천황배 3회 우승의 중추적인 역할을 수행했다.
그리고 1989년 고향팀인 교토 시코 클럽로 이적 후 22경기를 소화한 뒤 1990년부터 1991년까지 도쿄 가스에서 16경기에 출전했으며 프로 통산 159경기 9골의 성적을 남기고 10년간의 현역 생활을 마무리했다.

### 국가대표팀
호세이 대학에 재학 중이던 1981년 1월 8일 말레이시아와의 경기에서 국제 A매치 데뷔전을 치른 이후 1982년까지 A매치 통산 13경기에 출전했다.

## 은퇴 이후
1991년 FC 도쿄의 코치로 지도자 커리어를 시작한 이후 1992년 도쿄 베르디의 코치로 활동했으며 그 뒤 1997년과 1998년 도쿄 베르디의 감독을 역임했다.
이후 1999년 비셀 고베의 감독을 맡아 2000년 일왕배 4강 진출을 이끌었으나 이를 제외한 리그 및 컵대회에서는 이렇다할 성과를 거두지 못했고 결국 2002년 7월 비셀 고베 감독직에서 경질된 후 2006년 아비스파 후쿠오카의 감독을 맡으며 그 해 천황배 16강 진출을 이끌었으며 2010년 친정팀인 도쿄 베르디의 감독으로 12년만에 복귀하여 J2리그 2회 연속(2010년, 2011년) 5위의 호성적을 이끌었다.
그 뒤 2014년 교토 상가의 감독으로 부임하며 선수 시절 뛰었던 1989년 이후 무려 25년만에 고향팀으로 복귀하여 J리그 디비전 2 2014 시즌 9위의 성적을 기록한 뒤 1시즌만에 감독직에서 물러났다.

## 통계
| 일본 | 일본 | 일본 |
| 연도 | 출전 | 득점 |
| ---- | ---- | ---- |
| 1981 | 10   | 0    |
| 1982 | 3    | 0    |
| 통산 | 13   | 0    |